# ТНШ
20 мм танково оръдие ТНШ (рус. Танковая Нудельмана-Шпитального) е използвано през Втората световна война. Монтирано е на Т-38, Т-40, Т-60.

## История
В началото на Втората световна война възниква остра нужда от леки плаващи танкове с малокалибрено оръдие. Идеята е била не само да се използват срещу противниковата пехота, но и като мобилни противотанкови средства. В началото на юли 1941 г. е взето решение да се възложи на ОКБ № 16 монтажа на оръдието ШВАК в куполата на танка Т-40. В началото на август същтата година са проведени полигонни изпитания. Като цяло изпитанията показват добри резултати, но артилерийската част (оръдието) дала много засечки.
За окончателното завършване на работата куполата с монтираното в нея 20 мм оръдие са предадени на ОКБ № 15, където са направени подобрения по артилерийската част.
През септември 1941 г. танкът Т-40 е заменен с танка Т-60. На танка започват да монтират новото оръдие и на 1 октомври 1941 г. той влиза на въоръжение под името Т-60Ш. Серийното производство е развърнато в завод №2.
Въпреки че теоретически 20 мм танково оръдие ТНШ е близко по основните си тактико-технически данни с немското KwK 38, на практика неговият изстрел се оказва с ниска бронебойност и със слаб разрив. Това в основни линии се дължи на факта, че снарядите за ТНШ са пълнени с прахообразен заряд за 12,7 мм картечница.